# Rue de Breteuil
La rue de Breteuil est une ancienne voie de Paris, située dans l'actuel 3e arrondissement, aujourd'hui disparue. Elle ne doit pas être confondue avec l'avenue de Breteuil, voie actuelle des 7e et 15e arrondissements.

## Situation
La rue de Breteuil reliait la rue Royale-Saint-Martin aux rues Vaucanson et Conté qui longeaient respectivement le côté ouest et sud de l'ancien marché Saint-Martin. Située au chevet de l'église, elle formait un coude en son milieu.

## Origine du nom
Elle doit son nom à Élisabeth-Théodose Le Tonnelier de Breteuil, prieur commendataire du prieuré Saint-Martin-des-Champs de 1765 à 1785.

## Historique
La rue est ouverte vers 1780 sur des terrains appartenant au prieuré Saint-Martin-des-Champs.
La largeur de la rue est portée à 6 m par une décision ministérielle du 3 décembre 1814, puis à 7 m par une ordonnance royale du 14 janvier 1829. 
Par cette même ordonnance royale, l'impasse Saint-Martin est confondue dans la « rue de Breteuil », lors de la démolition de la maison portant sur la rue Royale-Saint-Martin le no 18, les constructions du côté gauche de l'impasse étant maintenues.
La partie sud de la rue est supprimée quand la rue Réaumur est percée. Dans cette section, la rue reprend le tracé de la rue Royale-Saint-Martin, mais en l'élargissant.
Au XXe siècle, afin de dégager la vue sur le chevet de l'église Saint-Martin-des-Champs, la rue est supprimée et le square du Général-Morin est créé.

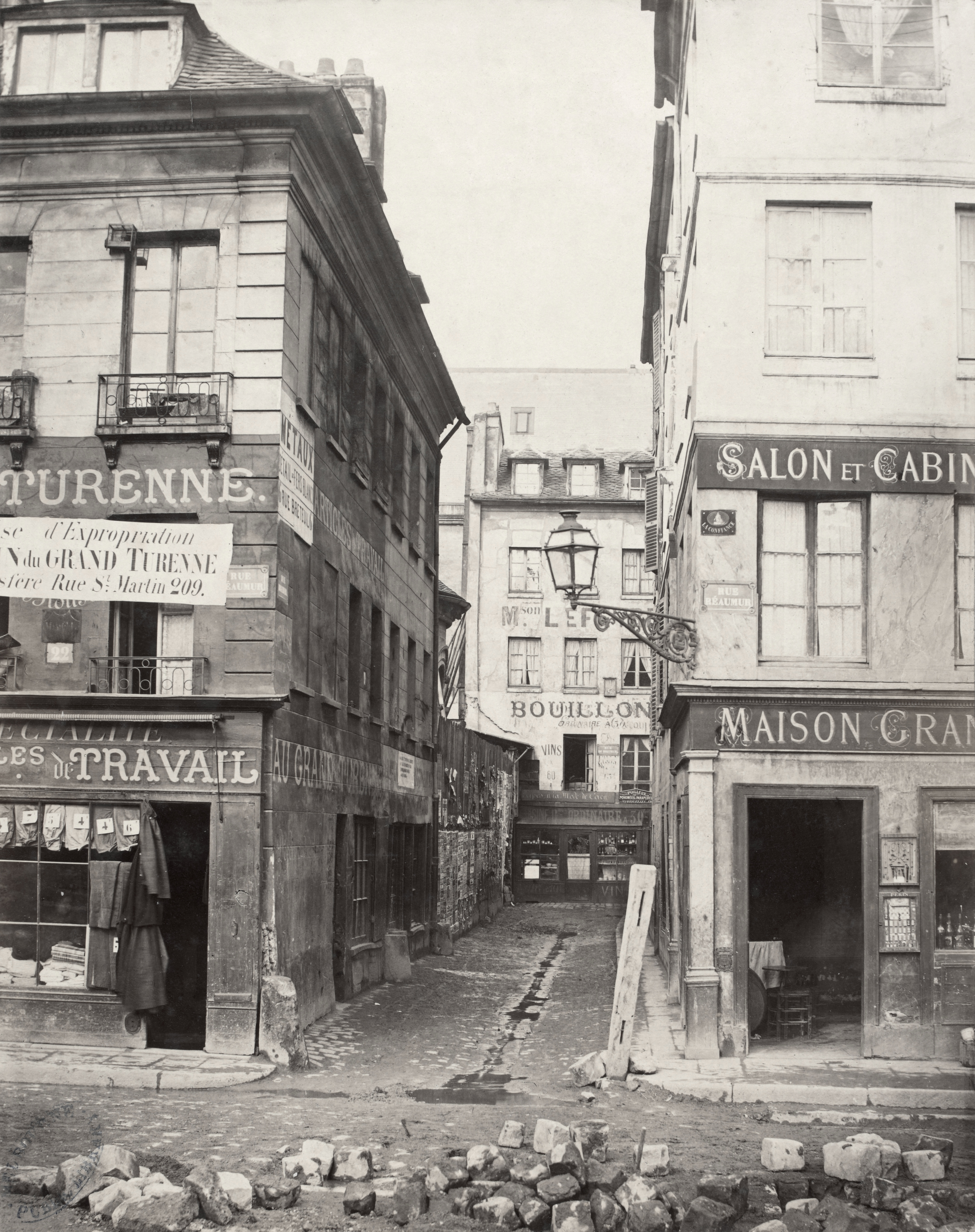
Angle des rues Réaumur et de Breteuil dans les années 1850-1860.
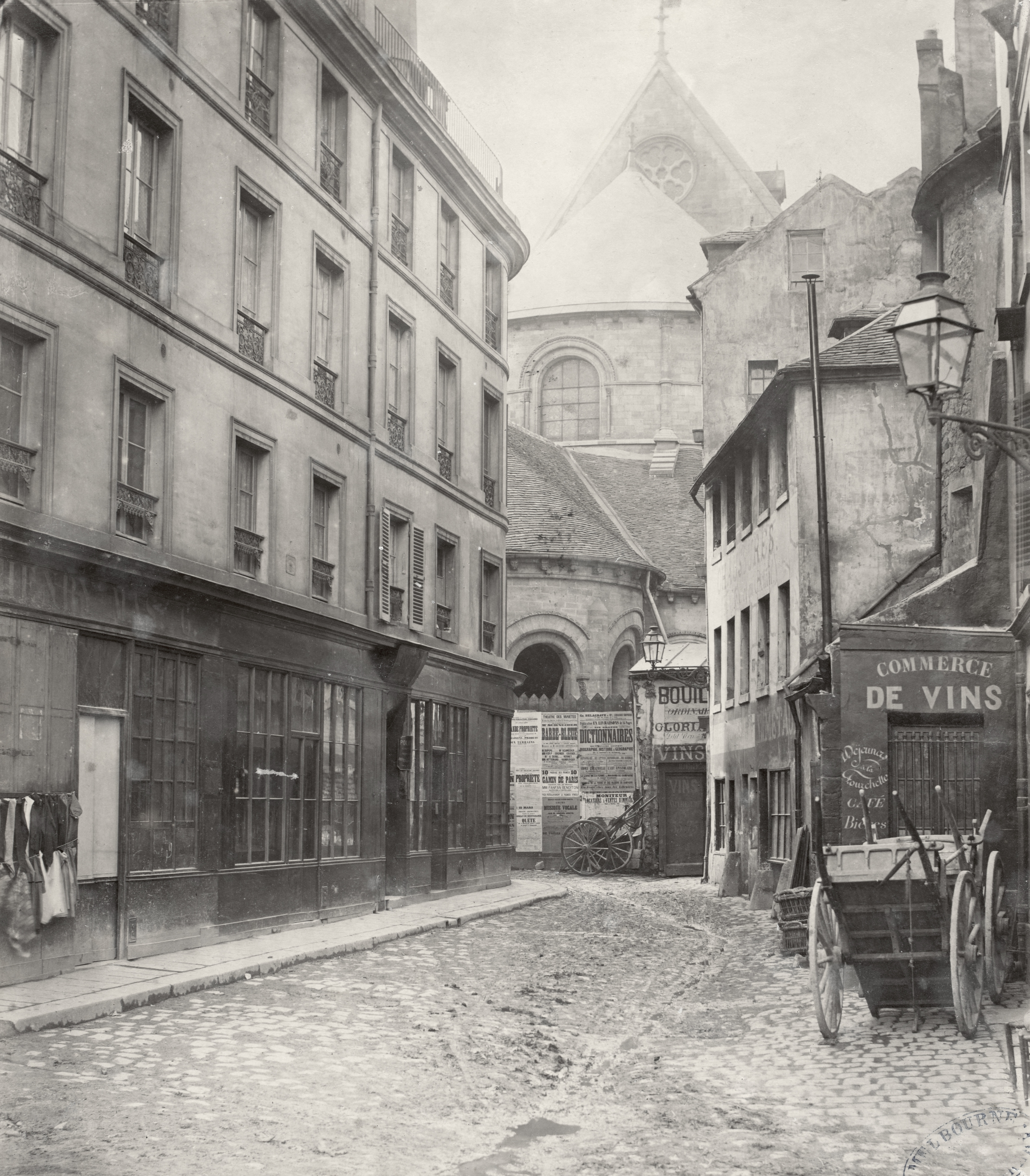
La partie nord de la rue de Breteuil dans les années 1850-1860.
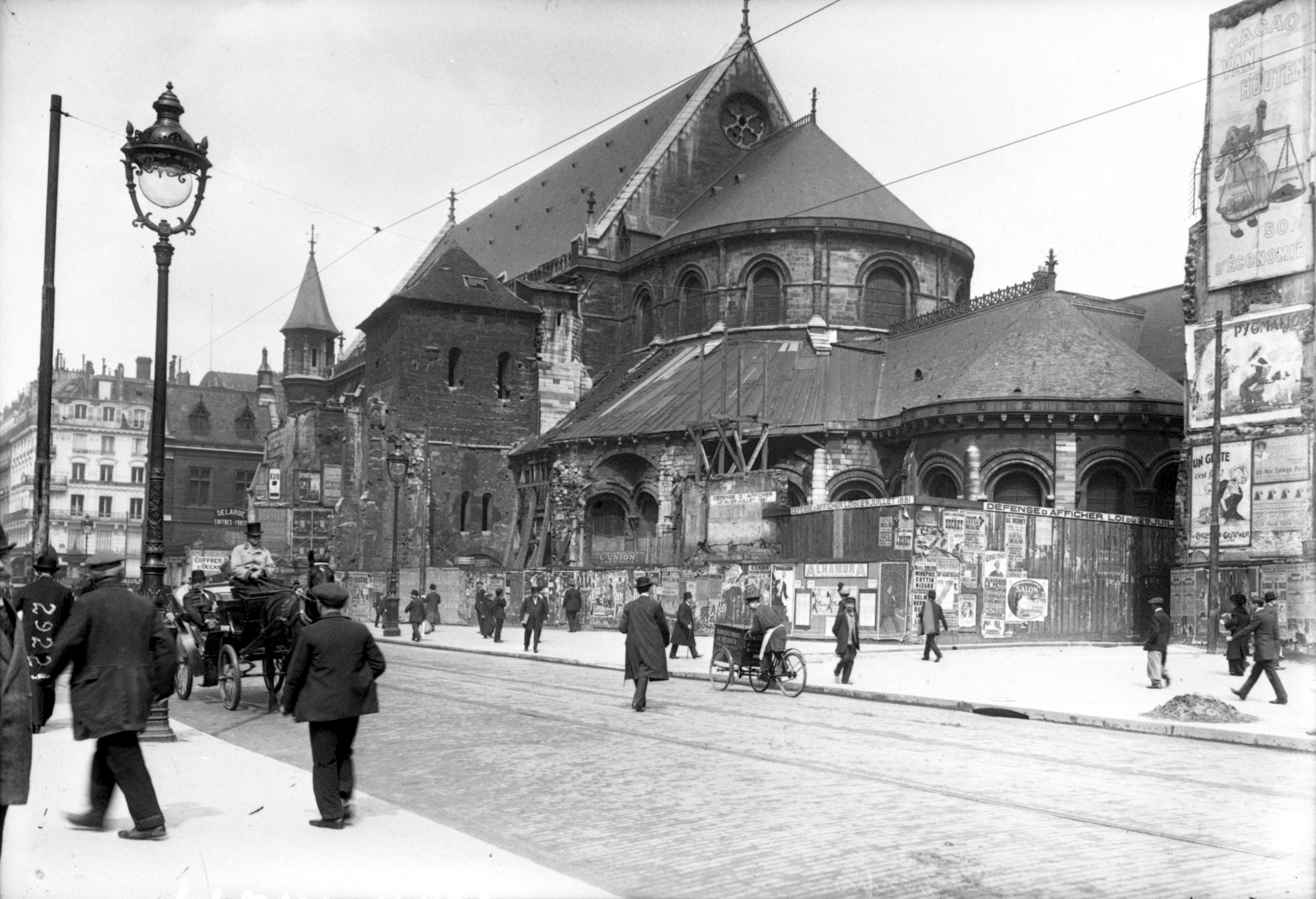
Le chevet de l'église Saint-Martin-des-Champs avant la création du square du Général-Morin.